# Vitamina E
La vitamina E és una vitamina liposoluble. Va ser reconeguda per primer cop com un factor en els olis vegetals. Va ser descoberta quan unes rates estèrils, alimentades exclusivament amb llet de vaca, van tornar a ser fèrtils. Posteriorment, es va aïllar el germen de blat i se li va assignar el nom de tocoferol (del grec tokos, donar llum).
Depenent dels metils (-CH₃) de l'anell que forma la vitamina E, classificarem els tocoferols en: α-, β-, γ- o δ-tocoferol. Tots quatre tocoferols actuen eliminant els radicals lliures, ja que tenen un gran poder antioxidant.
La vitamina E és absorbida en els intestins i empaquetada en un quilomicró. Aquest quilomicró arriba al fetge i lliura la vitamina E. El fetge pot exportar aquesta vitamina en lipoproteïnes de molt baixa densitat (es representa amb les sigles LMBD, o en anglés VLDL, very low density lipoproteins). D'acord amb la seva natura lipofílica, la vitamina E s'emmagatzema en membranes cel·lulars, altres lipoproteïnes, però la major part de les vegades en el teixit adipós.
La funció principal de la vitamina E és la d'actuar com un antioxidant eliminant els radicals lliures i l'oxigen molecular. També és important per la prevenció de la peroxidació dels àcids grassos de membrana. Tot i que l'α-tocoferol és el més abundant, el γ- i el δ-tocoferol són els més actius. A més a més, la investigació ha demostrat que els efectes anticàncer es deuen al γ- i al δ-tocoferol.
Els fruits secs, les llavors i els olis vegetals són les millors fonts d'α-tocoferol. La majoria de les dietes dels Estats Units s'obtenen γ-tocoferol de la soja, la colza, el blat de moro i altres olis vegetals.
| Fruits secs i llavors | (mil·ligrams per 100g) |
| --------------------- | ---------------------- |
| Llavors de gira-sol   | 52                     |
| Nous                  | 22                     |
| Ametlles              | 21                     |
| Avellanes             | 21                     |
| Maranyons             | 11                     |
| Cacauets torrats      | 11                     |
| Nous del Brasil       | 7                      |
| Nou pecana            | 2                      |

| Segons i lleguminoses   | (mil·ligrams per 100g) |
| ----------------------- | ---------------------- |
| Germen de blat          | 28                     |
| Mongetes de soja seques | 20                     |
| Segó d'arrós            | 15                     |
| Faves seques            | 8                      |
| Segó de blat            | 8                      |

| Olis           | (mil·ligrams per 100g) |
| -------------- | ---------------------- |
| Germen de blat | 250                    |
| Soja           | 92                     |
| Blat de moro   | 80                     |
| Gira-sol       | 63                     |
| Càrtam         | 38                     |
| Sèsam          | 28                     |
| Cacauet        | 24                     |

La hipovitaminosi de la vitamina E (dèficit) implica la fragilitat dels glòbuls vermells que comporta anèmia, destrucció dels eritròcits i degeneració muscular. A les rates els pot provocar la degeneració dels ronyons, l'aparició de pigments marronosos a més de l'esterilitat. Tot i que encara no s'ha comprovat si la manca d'aquesta vitamina pot provocar esterilitat als éssers humans. D'altra banda, una hipervitaminosi de la vitamina E (excés) pot resultar en deficiència de Vitamina K.